# Хонсу
Хо́нсу (егип. Ḫnsw — «[Небесный] путник») — египетский бог луны, почитавшийся в Фивах как сын Амона и Мут или Себека и Хатхор, вместе с которыми составлял фиванскую триаду богов. Последнее сблизило его с Тотом уже во время Среднего царства, когда он иногда именовался писцом правды (впоследствии часто встречается сложное божество Хонсу-Тот). Хонсу иногда сопоставлялся с другим божеством — сыном Шу. Это дало повод для сближения его с греческим Гераклом.

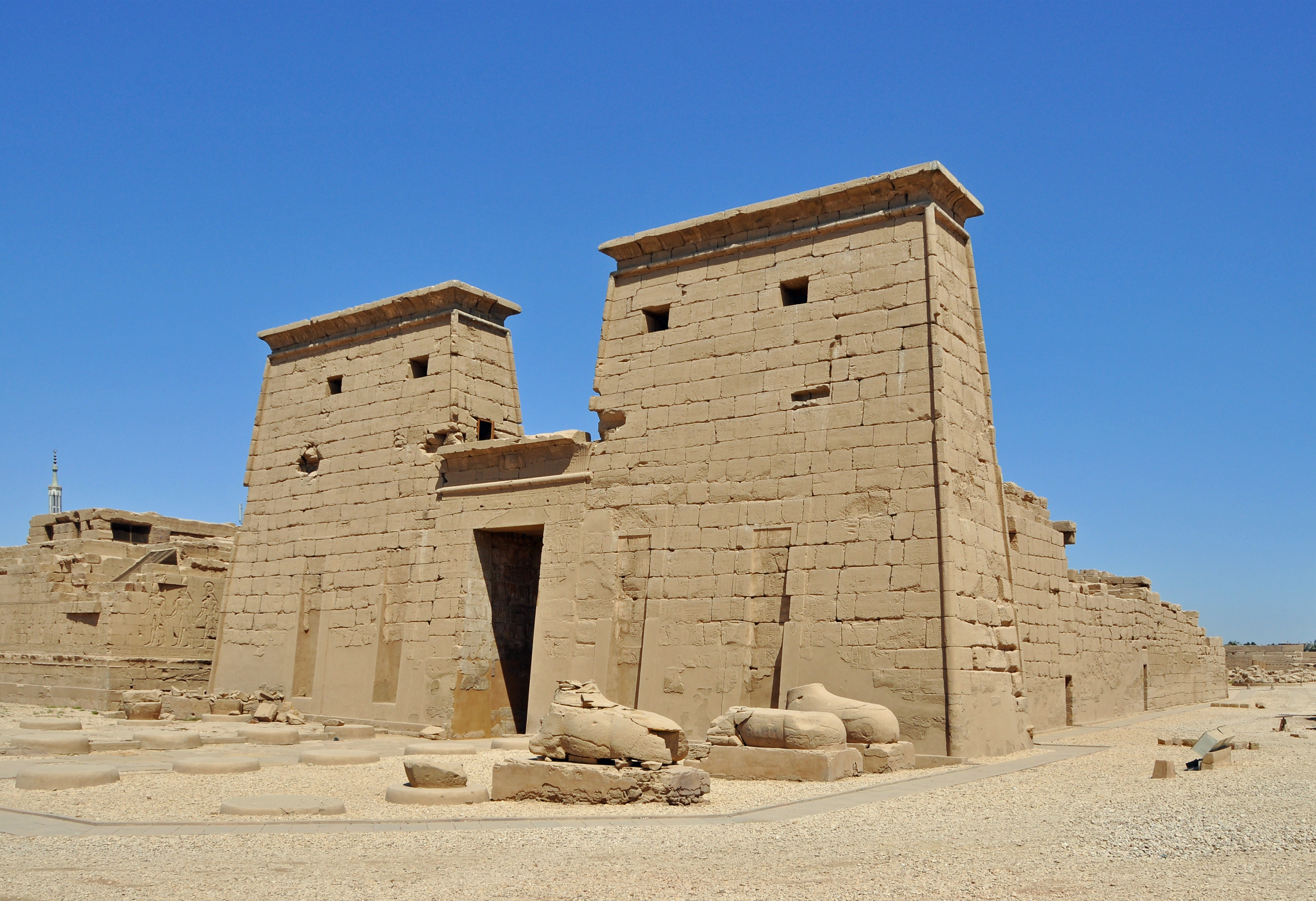
Пилон храма Хонсу в Карнаке

Различались две формы Хонсу: Неферхотеп («Прекрасный милостью») и Ар-сехру («Управитель»). Хонсу также считался богом-целителем: брак хеттской царевны Маатхорнеферуры с фараоном Рамсесом II породил сказку, записанную на Стеле Бентреш. В ней говорится о бесноватой дочери принца земли Бахтат (Бактрия), которая исцелилась благодаря отправленной ей из Египта статуе Хонсу.
В Фивах находился большой храм Хонсу между храмом Амона и Мут, который является частью большого комплекса Ипет-Сут (известный сегодня как Карнакский храм); его весьма чтили и украшали Рамессиды, а также цари XXI и XXVI династии; от этого времени на стенах сохранились гимны в честь Хонсу.
Он изображался в виде человека с лунным серпом и диском на голове, а также с головой кобчика и с теми же лунными признаками.